# Casino de Dieppe
Le Grand casino de Dieppe est un casino situé dans la commune française de Dieppe, dans le département de la Seine-Maritime.

## Historique
L'actuel casino est le cinquième qu'a connu la ville de Dieppe.
Le premier casino (architecte : Pierre Châtelain) fut établi en 1822 grâce au comte de Brancas, sous-préfet de la ville.

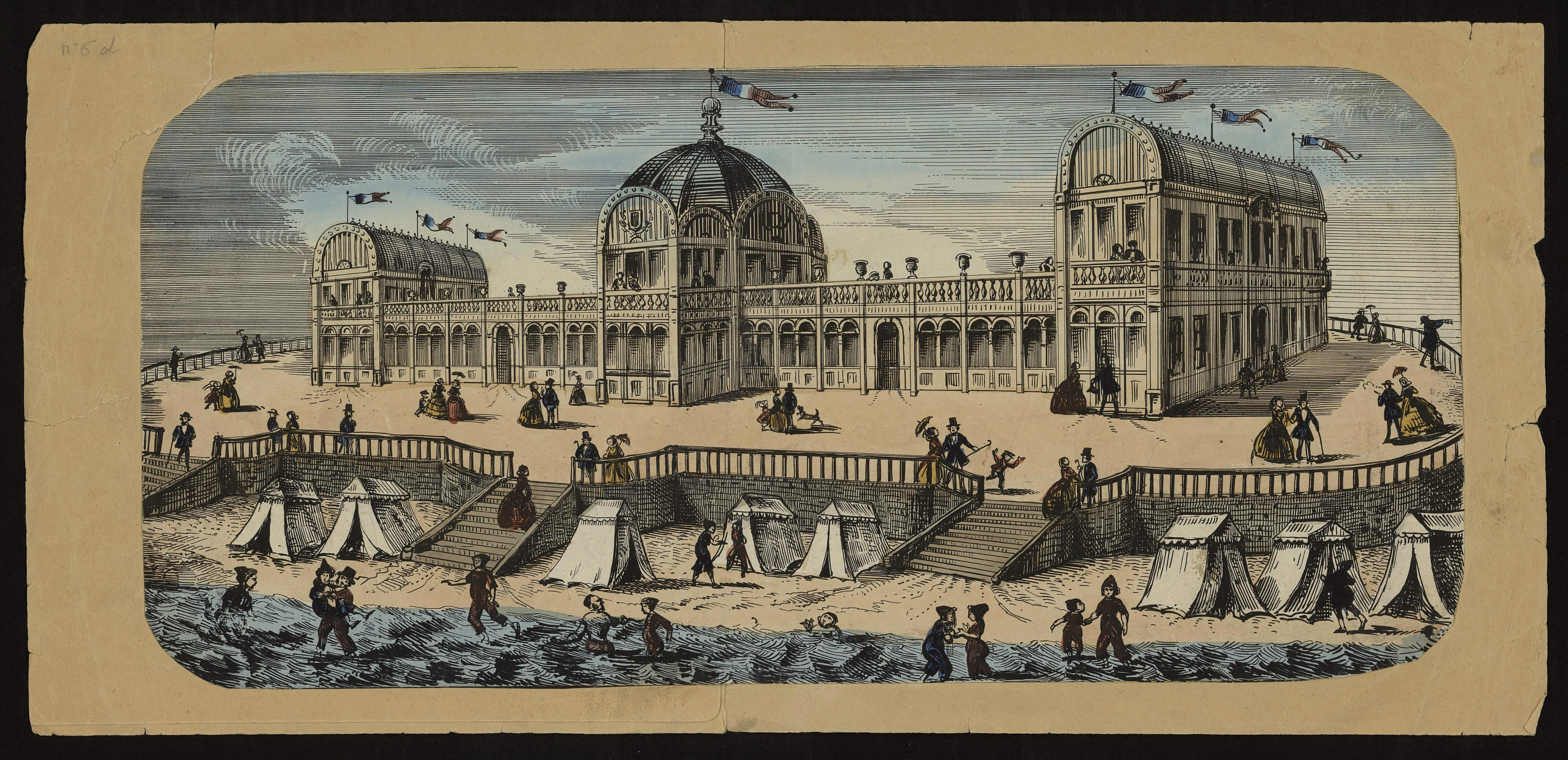
Le Casino de 1857 (image de 1860).

En 1857, un nouveau casino avec voûtes et toits de verre fut édifié par Léon Benoît Lehmann sur le modèle des grands palais de verre des expositions internationales comme Crystal Palace.
Le 15 juin 1886, le casino mauresque (dû à Alexandre Durville, 1844-1922, comme le casino actuel de Trouville) lui succède et donne alors à Dieppe son image de marque.
En 1926, passé de mode, il est modifié pour laisser place à un casino de style Art déco, dû à Raoul Jourde (1928). Celui-ci est détruit durant la Seconde Guerre mondiale.
Après la guerre, de 1946 à 1961, des casinos provisoires en bois ou la villa Rachel sur le front de mer font office de casino de remplacement.
En 1961, la villa Rachel est démolie pour laisser place à l'actuel casino par René Coulon et Henri Tougard.

## Histoire de l'orchestre du casino
La duchesse de Berry a eu un rôle non négligeable dans le lancement en France de la vogue (venue d'Angleterre) des bains de mer, en particulier à Boulogne-sur-Mer et Dieppe, première cité balnéaire de France, vers 1820. Sa fille, Louise d’Artois, a d'ailleurs été peinte en costume de bain sur la plage de Dieppe par Alexandre-Jean Dubois-Drahonet.
Après la visite de l'Empereur, à la fin de l'été 1853, Dieppe devient un lieu de villégiature à la mode pour les hautes sociétés parisienne et londonienne. Jusqu'en 1914, elle attira Léopold II de Belgique, le duc de Westminster, un grand nombre d'aristocrates parmi lesquels on comptait des « musicophiles » et des salonnières, la Comtesse Greffulhe, qui invitait les Polignac dans sa villa (La Case), à Dieppe, la duchesse d'Uzès, Madeleine Lemaire… Marguerite de Saint-Marceaux possède une propriété à mi-chemin entre Paris et Dieppe (à Cuy-Saint-Fiacre).  De nombreux artistes et singulièrement des compositeurs vont à Dieppe : Camille Saint-Saëns, Claude Debussy, Gabriel Fauré…
Une liaison ferroviaire existe entre Rouen et Dieppe depuis 1848, mettant Dieppe à six heures de Paris, à deux heures trente en 1866. Des affiches sont créées, vantant « La plage la plus proche de Paris », son casino, la proximité de Londres, sa « route autodrome » (circuit automobile)…
Une petite publication locale, Le Journal des Baigneurs (par un imprimeur dieppois, Émile Delevoye), vante les mérites de Dieppe ; une autre (La Plage normande), ceux de Fécamp. La presse parisienne n'est pas en reste : un article d'Adolphe Poujol  dans le Journal des arts, des sciences et des lettres du 15 juillet 1866 serait aujourd'hui qualifié de publireportage. Un incident survenu en 1889 permet de se faire une idée des relations entre la presse et le casino : le 12 juillet 1889, alors que commençait la saison, L'Écho de Paris annonça une épidémie de variole à Dieppe. Le maire protesta, et l'Écho de Paris déclara disposer d'une source fiable - qu'il ne nomma pas. Selon La Vigie de Dieppe, la publication faite par l'Écho de Paris aurait été justifiée par le refus du directeur du casino de faire de la publicité dans ce journal : « M. Bloch, dont le budget consacré à cette publicité est complètement absorbé par les traités passés avec des journaux plus influents et plus répandus que l'Echo de Paris, n'a point accédé à cette demande ». C'est sans doute aussi dans ce cadre qu'il faut interpréter un article de 1884 paru dans La Liberté, signé par le polémiste Charles-François-Xavier Müller et censé être consacré aux Courses de Dieppe, d'après le titre. En fait, la moitié de l'article est consacrée à porter atteinte à l'image de la station de Dieppe, dont la clientèle, loin d'être aristocratique, comporterait « quelques Anglaises, beaucoup de trafiquantes sur le retour, des femmes de commerçants faisant montre de toilettes d'un goût douteux; pas une personnalité ». Il est question plus loin des « horizontales [qui] coudoient effrontément la femme honnête ». L'article semble préférer « les petits coins paisibles » que l'on trouve sur les côtes de Bretagne, de Normandie et le littoral nord - il est (incidemment ?) question un peu plus loin de deux fort beaux bateaux (dont le yacht de luxe d'Edmond Blanc, La Nubienne) qui viennent de Deauville, pour l'un, et de Cabourg, pour l'autre…
La ville bénéficie rapidement des avancées techniques : électricité, téléphone… Le casino est plusieurs fois reconstruit - mais au début des années trente, la clientèle huppée commence à se détourner de Dieppe.
Depuis au moins les années 1860, beaucoup de musiciens y trouvent une occupation, au théâtre ou au casino, durant les mois d'été, quand les établissements parisiens font relâche. La saison commence après les courses de Longchamp (le Grand Prix de Paris, créé en 1863, a alors lieu fin juin) et se termine début septembre.

### Avant la Première guerre
De 1856 à 1873, l'orchestre du casino est dirigé par Auguste Placet (1816-1888), prix de Rome, compositeur (on peut entendre son Ave Verum sur Youtube). En1857, le chœur du Conservatoire de Paris accompagne un chanteur de l'Opéra de Paris (Romain Bussine) et une cantatrice du Théâtre-Lyrique dans une cantate composée par Placet.
Le casino reprend un grand succès de la salle Favart, Les Noces de Jeannette, opéra comique en un acte de Victor Massé, le 22 juillet 1862.
La cantate David Rizzio, de Charles Constantin, a été créée au casino de Dieppe (en 1863 ou 1864).
En 1872, Placet reçoit notamment le pianiste Théodore Ritter et Louis Antoine Saint-Jacome (1830-1898), qui a publié en 1870 une Grande méthode complète de Cornet à piston.
En 1876, c'est Édouard Colonne qui prend la direction de l'orchestre, et en 1877, Jean-Baptiste Arban. Un journaliste du Ménestrel note que « [l]e théâtre du casino de Dieppe continue à se faire la succursale d'été de la salle Favart ». On y a entendu cette année-là notamment Paola Marié et J. Anschutz (sans doute Jacques-Albert Anschütz, 1835-1902) et Le Trompette de Chamboran, opéra comique en un acte, paroles d'Adolphe de Leuven et de Jules Adenis, musique de Louis Deffès, qui est créé au casino le 8 août 1877. Le Petit Faust d'Hervé est donné le 17 août 1878.
En 1880, Charles Geng prend la tête de l'Orchestre du Casino. Ancien élève du Conservatoire de Strasbourg, Geng est compositeur et chef d'orchestre, et il recrute ses 50 musiciens « parmi les instrumentistes des concerts Colonne, Lamoureux, Pasdeloup, et du Conservatoire ». Il est l'auteur d'une polka intitulée Paris-Dieppe Un encart publicitaire dans La Gazette des femmes annonce 50 musiciens. Marie Grisier-Montbazon chante à Dieppe pendant l'été 1880.
En 1883, Geng recrute ses musiciens dès le début du mois d'avril : dans son annonce dans Le Progrès artistique : journal des artistes musiciens instrumentistes et choristes, il cherche seulement quatre instrumentistes pour la saison d'été à Dieppe, ce qui laisse entendre qu'il peut compter sur presque tous ceux qui ont fait la saison précédente avec lui.
En 1884, Geng réunit son orchestre début janvier 1884 : il fait venir le flûtiste Brossa (élève de Louis Dorus au Conservatoire), le harpiste Dante Jandelli et présente de nouveaux solistes de l'orchestre : Mimart fils et Pierre Fauthoux (né à Biarritz le 28 août 1865, cornet à piston).
À partir de 1883 (au moins), L'Officiel-artiste (de Paris) annonce les Tableaux de troupes pour la saison d'été : le nom des chefs, des chanteurs, du directeur de corps de ballet.
En 1886, Emile Pessard devient directeur artistique du casino de Dieppe. C'est lui qui, Geng étant parti prendre la direction de l'orchestre du casino de Paramé, recrute Adolphe Bourdeau (Paris 14 octobre 1838 - 7 novembre 1911 - Asnières Sur Seine), qui est également compositeur et avait été bassonniste à l'Opéra-Comique (1857-1872). Pessard démissionne dès 1887.
La saison d'été est calme dans les casinos, en 1887, à la suite d'une circulaire sur les jeux sortie (en août 1886) par le directeur de la Sûreté générale (1885-1888) Isaïe Levaillant (1845-1911).
Deux concerts du 10 juillet 1887 (annoncés en détail dans L'écho de Rouen illustré)  permettent d'entendre de la musique légère, surtout française : deux ouvertures d'Auber, des pièces de Gounod, A. Thomas, Grétry, Lecocq, Halévy, Clapisson, Émile Waldteufel, et des musiciens aujourd'hui bien oubliés comme Alfred Dufresne (Boléro), Napoléon Henri Reber. Parmi les compositeurs étrangers on compte Friedrich Wilhelm Kücken (de), dont une œuvre était bien connue à l'époque, transposée notamment par Eugène Ketterer ; le prussien Wilhelm Taubert (son op. 16) , J. Strauss, Joseph Gungl, Suppé ; le belge Auguste Dupont et (le presque parisien) Verdi.
Le programme du dimanche 31 juillet 1887 est annoncé en détail dans L'Écho de Rouen illustré. Il comporte l'ouverture des Dragons de Villars de Maillart et la Sérénade hongroise de Victorin de Joncières suivis d'une scène comique (de Guyon) et d'une bouffonnerie (de Leserre), dites par M. Leserre, du Châlelet. Cette partie se termine sur une Romance de Svendsen jouée par le jeune violoniste américain, Premier prix du Conservatoire de Paris, Achille Rivarde, suivie d'une Fantaisie sur Aida (Verdi). La deuxième partie commence par des extraits du ballet de Sylvia de Léo Delibes suivis de La Danse des Fées d'Elias Parish Alvars exécutée par Marie Spencer Owen (future Mme Tassu-Spencer), la harpiste de l'orchestre, et d'une fantaisie arabe (c'est encore l'époque de la conquête de l'Algérie), Au bord du Sebaou, d'Adolphe Sellenick, qui s'est installé en Normandie.  Comme dans la première partie, le concert est interrompu, cette fois par un monologue de Feydeau, Les Célèbres, dit par M. Matrat, du Palais-Royal. Le programme se conclut sur un galop, Moulin à Vent de Jacques Albert Anschütz. Les réjouissances ne sont pas terminées : le casino offre encore 45 minutes de « Musique sur la terrasse », puis, après le dîner, un spectacle de lanterne magique donné par un M. Duviquet (qui tient aussi un guignol), suivi d'un bal dans la salle des fêtes.
En 1889, Bourdeau est toujours à la tête de l'orchestre, qui compte désormais 60 musiciens. Paris-Dieppe en train se fait maintenant en 3 heures 30.
La saison 1889 commence dès le 15 juin. On compte parmi les musiciens le violoniste polonais Władysław Górski (pl) (Varsovie, 1846-1915 Lausanne), et de nouveau Achille Rivarde. La liste des artistes invités à Dieppe pour l'été est publiée dans la presse parisienne, dans Le Journal, par exemple. En septembre, Charles Dancla dirige une de ses symphonies, avec le concours de son élève Rivarde.
Une œuvre d'Augusta Holmès est donnée en 1891 : Hymne à Eros, chantée par Mlle Fereil (Gil Blas, 12 août 1891). En 1893 Cobalet donne une série de concerts au Casino, avec des œuvres toujours célèbres (extraits de Lakmé ou  de Mignon) et d'autres un peu moins telles qu'Ouvre tes yeux bleus, de J. Massenet, Marche vers l'avenir, de Jean-Baptiste Faure, Les Yeux, de Paladilhe... Le journaliste ajoute que « M. Galipaux a été la joie de ces soirées ». L'orchestre a interprété Mage, de J. Massenet, Souvenir de Copenhague et Széchényi (marches de Phillip Fahrbach), des extraits de Sylvia et de Coppélia, de Léo Delibes, l'ouverture du Caïd, d'Ambroise Thomas, Les Mille et une Nuits (valse de Johann Strauss), Les Hydropathes (valse de Joseph Gung'l) et la Marche des Vagabonds, du même.
Un événement original se produit en 1894 : l'orchestre du casino de Dieppe est invité à se produire… à Paris. L'auteur d'un article publié dans Paris-Capital, un journal financier, cherche à encourager les investisseurs avec un argument choc : « … c'est l'engagement par l'Administration du Palais de Glace de l'orchestre si estimé du Casino de Dieppe, dirigé par le chef d'orchestre Bourdeau, dont la réputation n'est plus à faire. Cet orchestre est, tout le monde le sait, le principal attrait des fêtes mondaines qui réunissent chaque année à Dieppe, pendant la saison des courses, la partie du monde parisien qui s'amuse et dépense. Or cet orchestre jouera au Palais de glace trois fois par jour. On sait, combien il y a d'amateurs de bonne musique à Paris et aussi qu'aucun lieu de réunion permanent n'existe où la Société se puisse distraire et reposer pendant les heures de l'après-midi et pendant la matinée. On viendra au Palais de Glace pour patiner, pour voir patiner, pour entendre de la bonne musique. Le Sport et l'Art ! » 
En 1895, Le Matin publie le tableau de la troupe d'opéra et de comédie du casino « dût la direction du Casino nous en vouloir »… L'auteur rappelle que le casino est depuis 1894 éclairé à l'électricité et que « la plage le sera à son tour, cette année » ; la durée du Paris-Dieppe en train est ramenée à deux heures ; le téléphone est installé depuis 1894, et il y aura « quatre distributions postales quotidiennes, etc. » pour conclure que Dieppe est désormais « moins une station balnéaire qu'une annexe du Paris élégant et mondain ».
En 1897 a lieu un festival en hommage à Benjamin Godard, mort en 1895. On remarque le concours de Gérard Hekking (dont il existe un portrait par Marguerite Jeanne Carpentier) et de la comtesse Caroline de Maupeou, celle que représente sans doute Un mardi, soirée chez Madeleine Lemaire, de Gervex, accompagnée par Reynaldo Hahn.
Le baryton Herman Devriès, de l'Opéra-Comique, est engagé pour juillet et août 1898. Godard est de nouveau au programme en 1899 avec la Vivandière ; parmi les instrumentistes, on trouve Hekking, Jacques Thibaud, le pianiste Armand Ferté, le pianiste Georges Marty, Édouard Nanny…
En 1900, comme beaucoup d'autres institutions culturelles, le casino organise un concert au profit des ambulances de Chine : il s'agit de collecter de l'argent pour que la Société de secours aux blessés militaires (ancêtre de la Croix Rouge française) vienne en aide aux soldats blessés pendant la révolte des Boxers. Déjà en 1892 le casino avait donné un spectacle pour venir en aide aux sinistrés de Saint-Gervais-les-Bains. Peut-être faut-il voir là l'influence de la comtesse Greffulhe, qui appartenait à la Société philanthropique qui « était, en 1900, la plus importante des œuvres de bienfaisance privée parisienne par l'ampleur et la diversité de ses activités ».
Le Figaro du 23 août 1900 donne le programme du casino pour la fin de la saison, et avec des détails, après avoir offert une critique, si le terme convient, des derniers concerts : « L'orchestre, sous la direction de son chef éminent, M. Ad. Bourdeau, a fait merveille. Très applaudis : MM. Servais, dans la Charité de Faure ; Maurice Minart, dans Buvons sec, de P. Henrion ; M. A. Hekking, le grand violoncelliste, dans Arlequin, de David Popper, et Mme Bruguière-Hardel, l'excellente harpiste, dans la Source, de Zabel (1834-1910).
Un vrai triomphe pour Mme G. Ferrari dans le Rondo brillant, pour piano et orchestre, de Mendelssohn, les Trois pièces poétiques de sa composition ».
L'auteur annonce notamment la participation d'Lydia Eustis (épouse de John Loudon dont Philip de László a fait le portrait) et, au théâtre, de Mme Sisos dans Petit Chagrin.
En 1902, le jeune Pierre Monteux entre à l'orchestre du Casino de Dieppe comme violoniste. On compte parmi ses collègues Francis Planté (piano), Mme Charles Max, Boucherit et toujours Hekking . Le casino a organisé un festival Widor, et Bourdeau a cédé la baguette au compositeur.
La même année est recruté au casino de… Paramé un certain Chérubini - non pas Luigi, mais son neveu, Alexandre. Parmi les qualités qu'on lui attribue sont mises en avant les quatre années qu'il a passées au casino de Dieppe.
La saison 1904  est lancée par un article (ou un dithyrambe)  paru dans La Petite Presse (connue pour avoir publié une partie des aventures de Rocambole : « Mme la duchesse d'Uzès a quitté Paris. Ce départ a marque la fin définitive de la saison parisienne et nos mondains et nos élégantes, soucieux de leur bon renom mondain, ont suivi ce louable exemple et, à leur tour, ils ont déserté la capitale, incendiée des chaleurs caniculaires. Où s'en vont-ils ? Oh ! pas bien loin ! À Dieppe, seulement, à quelques heures de Paris, à proximité de la capitale, en somme ».
À la fin de la saison d'été 1904 a lieu « un concert de gala organisé au bénéfice de M. Adolphe Bourdeau, qui pendant vingt ans dirigea l'orchestre réputé du Casino de Dieppe ». Il y a comme d'habitude un grand nombre de musiciens venus de Paris, notamment de l'Orchestre Lamoureux, et quatre du Conservatoire de musique de Nancy. L'orchestre a été invité à se produire à Brighton dans le cadre de la deuxième Entente cordiale. On compte parmi les vedettes Marié de l'Isle, Vera de Nimidoff ; Rivarde, « le roi du violon » et Lucien Wurmser (1877-1967), « ce magicien du piano », Viardot, Enesco, Melchissédec . C'est désormais Gabriel Marie qui tient la baguette. Georges Hüe est venu diriger la suite symphonique tirée de son Titania.  Pierre Monteux a aussi dirigé l'orchestre.
La saison 1906 est très prestigieuse encore. Y participent : Charlotte Wyns; Berthe Mendès, MM. Dufranne, Fournets, et parmi les instrumentistes Pierre Monteux, Francis Planté, Hollman, Blanquart, Lucien Leclercq, Oubradous... Le programme lyrique inclut plusieurs œuvres de Gounod (Mireille, Faust, Philémon et Baucis), Massenet (Grisélidis, Le Jongleur de Notre-Dame, Manon) ainsi que Carmen, Mignon, La Tosca, La Vie de bohème, Le Chalet (Adam), La Fille du Régiment, Galatée (Victor Massé), Le Maître de Chapelle  (Ferdinando Paër), etc. Gabriel Marie dirige la Symphonie héroïque, l'ouverture des Maîtres chanteurs, et la suite sur la Namouna, de Lalo.
En 1907 et 1908, le compositeur anglais Raymond Rôze vient à Dieppe diriger ses œuvres. Le 4 septembre 1907 Gabriel Marie dirige L'Hymne d'amour, de Laura, l'opéra de Charles Pons (Nice, 07 décembre 1870 – Paris 15e, 16 mars 1957) créé à Pau en 1906 et représenté à Paris seulement en 1909. Gabriel Marie est licencié en novembre 1907 à la suite de la nouvelle loi sur les jeux (emprunt de 15% sur les cercles).
De 1908 à 1914, Pierre Monteux dirige l’orchestre du casino de Dieppe pendant la saison d'été. Georges Nazy devient second chef en 1910.
En septembre 1908, un concert (3e Quatuor à cordes, mélodies, 6 Duettini, Op. 18 pour deux violons, Duo symphonique pour deux pianos) en hommage à Benjamin Godard est organisé avec la participation de Pierre Monteux et son épouse, Mme Monteux-Barrière ; Mary Mayrand (cantatrice); Madeleine Godard (1860-1940) sœur du compositeur, violoniste ; Fernand Rivière (pianiste), Diran Alexanian (alors violoncelliste solo du casino de Dieppe) et Maurice Hewitt.
Le 12 septembre 1909 le casino présente un ballet de Saint-Saëns, Javotte,  l'opéra-comique en un acte Maître Pathelin, de François Bazin, et La Chanson de Fortunio d'Offenbach. Le Travailleur normand havrais annonce en outre la Semaine d'aviation du 19 au 24 septembre.
La presse évoque en 1912 un compositeur dieppois : Frédéric Fairbanks, dont une suite d'orchestre a été exécutée au casino de Dieppe Hervé Lacombe détaille le programme lyrique du casino de Dieppe en 1912, qui comprenait 12 opéras et opérettes Ce programme était complété par des concerts instrumentaux, dont Lacombe donne le programme des deux concerts du 21 juin 1912
Lors de la saison 1913, les chefs Monteux et Nazy font encore venir à Dieppe un grand nombre de vedettes : les cantatrices Felia Litvinne, Jeanne Montjovet (épouse de Louis Vierne), Lucy Vuillemin (épouse de Louis Vuillemin), Spéranza Calo… et chanteurs Ernest Van Dyck, Journet ; parmi les instrumentistes figurent notamment les pianistes Raoul Pugno et Yves Nat ; le violoniste anglais Albert Sammons, et… le violoncelliste André Hekking. S'y ajoutent encore un certain nombre de vedettes du music-hall. Les spectacles lyriques incluent de grandes œuvres du répertoire, et le Chemineau de Xavier Leroux.
La saison 1914 est la dernière pour Pierre Monteux. Le programme lyrique s'éloigne un peu des grandes œuvres habituelles et aborde des œuvres légères : Mademoiselle Carabin (opérette de Fabrice Carré, musique d’Émile Pessard), La Mascotte (avec son « duo des moutons et des dindons »), La Fille du tambour-major et Madame Favart, d'Offenbach, La Veuve joyeuse et Le Comte de Luxembourg de Lehar, Rêve de Valse (opérette d'Oscar Straus). Parmi les artistes, on note surtout un violoniste, M. Kreisler.

### Après la Première guerre
En 1915, Georges Nazy remplace Monteux, mais le casino ferme : il sert d'hôpital, ou de « dépôt d'éclopés » selon la terminologie de l'époque, les éclopés étant des soldats n'ayant besoin que d'un court séjour. Il semble qu'au 23 décembre 1915 le casino ait accueilli 123 blessés. Le frère de Nazy meurt à la guerre, ainsi que le cor solo, Jacques Capdeville. D'autres instrumentistes sont mobilisés, comme Firmin Touche (Avignon, 25 juillet 1875-1957), premier violon solo à l'Opéra, qui s'était produit à Dieppe notamment en août 1909, avec le hautboïste Lucien Leclerq et le 5 septembre en vedette d'un « grand concert ». En novembre 1918, le casino est réquisitionné pour recevoir les rapatriés français venant de Hollande, le premier bateau est annoncé pour le 11 novembre.
Après la guerre, le casino subit la concurrence de ceux de Deauville et Trouville .
Armand Ferté prend la direction de l'orchestre en 1920. L'orchestre du casino  monte plusieurs concerts à l'occasion de la Pentecôte (14 au 22 mai) et de Pâques, et annonce une saison d'été prolongée jusqu'au 3 octobre. On note la présence du violoniste Robert Krettly, de Jean Bedetti, violoncelle solo (et habitué de Dieppe) de l'Orchestre symphonique de Boston et de la soprano Felia Litvinne.
En 1921, Dieppe reçoit la visite du président Millerand. Le casino organise un festival Saint-Saëns le 6 août 1921, avec le compositeur au piano : celui-ci annonce à la fin de sa prestation qu'il vient de jouer en public pour la dernière fois : il meurt quelques mois plus tard.
Un 1922, un concert entier est consacré aux œuvres de Georges Hüe, avec la participation d'Hilda Roosevelt (1881-1965).
Pour 1924, on peut retenir au programme lyrique Boccace de Suppé, Le Voyage en Chine, de Bazin, ainsi que La Veuve Joyeuse, Le Comte de Luxembourg et Madame Butterfly.
Pour 1924, un programme ambitieux est prévu, avec Hérodiade et Thaïs, des opéras comiques (dont Sapho, Lakmé…) des opérettes (Mam'zelle Nitouche, Épouse-la, d'Henri Hirschmann. Un jazz band animera les bals en alternance avec l'orchestre habituel ! Et d'autres innovations sont prévues…
En mars 1925 (donc hors de la saison où il se réunit habituellement), l'orchestre du casino, toujours sous la direction de Ferté, se produit à Caen, où il accompagne Germaine Martinelli.
En 1926, le casino donne le Quintette de Reynaldo Hahn, avec au piano Céliny Chailley-Richez (mère de Jacques Chailley), et Robert Soetens (violon), Robert Barras, Jean Lefranc et Auguste Cruque. « Le Quintette de Reynaldo Hahn nous repose des harmonies modernes du Quatuor à cordes de Ravel », note le journaliste.
Au cours des années suivantes, les informations disponibles sont de plus en plus parcellaires… Au cours des années trente, la clientèle est devenue moins choisie. Serge Lifar et sa troupe donnent un spectacle en 1932, Aline van Barentzen (avec Dany Brunschwig et Charles Bartsch) joue le Trio d'Albert Roussel au casino le 27 août 1937, jour de l'enterrement du compositeur à 
Varengeville… Mais une page s'est tournée, au cours de laquelle les vies musicales de Dieppe et de Paris ont été très proches.